# کیسکیمر (پنسیلوانیا)
کیسکیمر (به انگلیسی: Kiskimere) یک منطقهٔ مسکونی در ایالات متحده آمریکا است که در شهرستان آرمسترانگ، پنسیلوانیا واقع شده‌است. کیسکیمر ۱۳۶ نفر جمعیت دارد.